# Yinglong

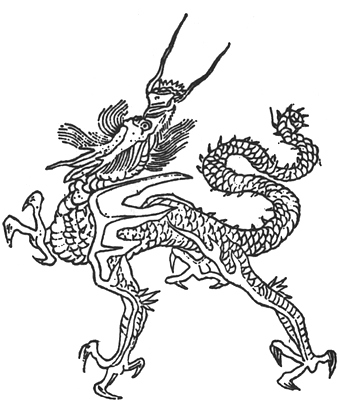
Yinglong na XVII-wiecznej ilustracji do Shanhaijing

Yinglong (chiń. upr. 应龙; chiń. trad. 應龍; pinyin Yìnglóng) – w mitologii chińskiej skrzydlaty smok, uważany także niekiedy za boga deszczu.
Wspomógł Żółtego Cesarza w bitwie z Chiyou. Zesłał potop, który zatrzymał wojska Chiyou, umożliwiając Żółtemu Cesarzowi ich pokonanie. Według niektórych wersji mitu Yinglong sam zabił Chiyou oraz Kuafu. Ze względu na rany odniesione w walce nie mógł jednak wrócić do niebios i pozostał na ziemi, z powodu czego ziemię nawiedzają od tej pory klęski suszy.